# Painavu
Painavu (censita come Idukki Township) è una città dell'India di 11 014 abitanti, capoluogo del distretto di Idukki, nello stato federato del Kerala. In base al numero di abitanti la città rientra nella classe IV (da 10 000 a 19 999 persone).

## Geografia fisica
La città è situata a 9° 50' 60 N e 76° 58' 0 E e ha un'altitudine di 716 m s.l.m..

## Società

### Evoluzione demografica
Al censimento del 2001 la popolazione di Painavu assommava a 11 014 persone, delle quali 5 592 maschi e 5 422 femmine. I bambini di età inferiore o uguale ai sei anni assommavano a 1 336, dei quali 681 maschi e 655 femmine. Infine, coloro che erano in grado di saper almeno leggere e scrivere erano 9 064, dei quali 4 696 maschi e 4 368 femmine.